# Mosaraf Ali
Mosaraf Ali (* 1953 in Kolkata) ist ein indischer Arzt und Autor. Er gilt als einer der führenden Befürworter der Vermischung von konventioneller und alternativer Medizin.

## Leben
Mosaraf Ali wuchs in Asansol und Haora auf. Er arbeitete als Arzt an der University of Delhi. Danach arbeitete Ali von 1973 bis 1982 am Central Medical Institute for Advanced Studies in Moskau. Danach arbeitete Ali am Aufbau einer Klinik, in der die Vermischung von konventioneller und alternativer Medizin praktiziert werden soll. Große Unterstützung dabei erhielt er von Prinz Charles, der auch das Vorwort zu seinem Buch The 2001 Integrated Health Bibel schrieb. Im Jahr 1998 eröffnete er das „Integrated Medical Centre“ in London mit einem Team von 15 Ärzten und Therapeuten. Ali betreibt auch eine Charity-Klinik in dem Dorf Sagoor im Kangra-Tal.

## Bücher
- Dr. Ali’s Women’s Health Bible
- Dr. Ali’s Weight Loss Programm
- The Integrated Health Bibel
- Therapeutisches Yoga
- Dr. Ali’s Nutrition Bible